# 응우옌응옥오아인
응우옌응옥오아인(Nguyễn Ngọc Oanh, 1980년 ~ )은 베트남의 영화 배우, 모델이다. 2000년 미스 베트남에서 2위를 차지했다.